# أنيشينابه

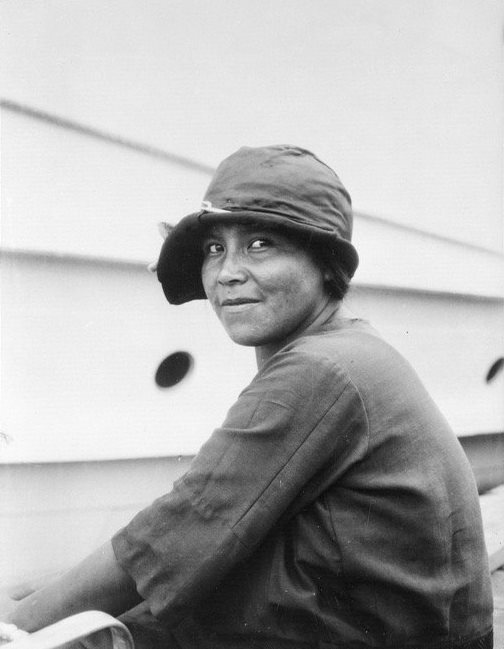
امرأة ترتدي قبعة قماشية

أنيشينابه (Anishinaabe) اسم محلي يطلق مجموعة من السكان الأصليون لكندا والولايات المتحدة ذات العلاقة الثقافية وتشمل أوداوا، أجيبوي، بوتاواتومي، أوجي-كري، ميسيسوغس، وقبيلة ألغونكين. تحدث الأنيشينابغ لغة أنيشينابموين، أو لغات أنيشينابه التي تنتمي إلى عائلة اللغات الألغونكينية. عاشوا تقليدياً في غابات الشمال الشرقي للقارة والمناطق شبه القطبية.
كلمة أنيشينابغ تترجم إلى «أناس من حيث انخفضت». وتشير ترجمة أخرى ل«البشر الطيبون»، وهذا يعني أولئك الذين هم على الطريق الصحيح أو المسار اعطيت لهم من قبل الآلهة غيتشي مانيتو، أو الروح العظيمة. يرى باسل جونستون المؤرخ واللغوي والمؤلف عن الأجيبوي، بأن ترجمتها الحرفية تعني «كائنات مصنوعة من العدم» أو «كائنات عفوية،» لكون أنيشينابغ خُلقت من نَفَس الآلهة.
غالبا ما تعتبر أنيشينابه الخطأً مرادفاً لأجيبوي. بيد أنها تشير إلى مجموعة أكبر بكثير من القبائل.